# جیک لاراویا
جیک لاراویا (انگلیسی: Jake LaRavia؛ زادهٔ ۳ نوامبر ۲۰۰۱) بازیکن بسکتبال اهل ایالات متحده آمریکا است.